# Városépítőjáték-sorozat
A városépítőjáték-sorozat történelmi városépítő játékok gyűjtőneve, melyeket az Impressions Games, a BreakAway Games és a Tilted Mill Entertainment fejlesztett, a Sierra Entertainment és a Myelin Media adott ki PC-re. A sorozat első darabja, a Caesar 1993-ban jelent meg (1992 - Amiga).
Műfajilag a sorozat tagjai átmenetet képeznek a stratégiai és a gazdasági szimulációs játékok között, de a hangsúly sokkal inkább az utóbbi jelleg felé tolódik el (a katonai infrastruktúra is inkább csak egy gazdasági tényezőként jelenik meg). A játékos, akinek a városokat irányító királyi/császári hivatalnok, a játékok vége felé pedig az uralkodó szerepébe kell bújnia, azt a feladatot kapja, hogy városát felépítse, fejlessze, a lakosságot ellássa, a bűnözést, betegségeket megakadályozza. A pénzügyek irányításával kézben kell tartani az importot, exportot, adórendszert, valamint időnként védeni kell a várost a katonai támadásoktól. A játékok pályákra tagolódnak, minden pályán új várost kell építeni, általában a pálya elején vagy a küldetés közben megadott szempontok alapján (pl. az uralkodó egy igen drága épületet vagy egy hadsereg felépítését parancsolja a játékosnak - mindkettőhöz meg kell teremteni nemcsak az ipari feltételeket, hanem a város megfelelő benépesítésével, jól szervezett élelmiszer- és szolgáltatási szektor fenntartásával összetoborozni és megtartani a munkásokat). A kulcs tehát nem egy minél nagyobb, vagy szebb város (nem a puszta építkezés az igazi cél), hanem a város minél működőképesebbé és lakhatóbbá tétele.
A városépítőjáték-sorozat négy ősi civilizáció városaiban játszódik, ókori Róma, ókori Egyiptom, ókori Görögország és ókori Kína. A sorozat minden darabja egyformán az izometrikus axonometriát alkalmazza a grafika terén, bár az újabb játékokat egyre fejlettebb grafikával készítették.

## A sorozat elemei
- Ókori Róma:
  - Caesar (1992 - Amiga/1993 - PC)
  - Caesar II (1995)
  - Caesar III (1998)
  - Caesar IV (2006)
- Ókori Egyiptom:
  - Pharaoh (1999)
    - Kiegészítő játék: Queen of the Nile: Cleopatra (2000)

  - Immortal Cities: Children of the Nile (2004)
- Ókori Görögország:
  - Zeus: Master of Olympus (2000)
    - Kiegészítő játék: Poseidon: Master of Atlantis (2001)
- Ókori Kína:
  - Emperor: The Rise of the Middle Kingdom (2002)

## Jellemzők
Bár az évek során a játék látványképe folyamatosan változott, az alapvető működés azonos. Kivétel az Immortal Cities: Children of the Nile, amely teljesen más rendszer szerint működik.

### Házak, lakosság, foglalkozások

Lakónegyed a Caesar III-ban. Köralakzatban elhelyezve a házak, a középső területen a kiszolgáló épületek (fürdő, színház, iskola, könyvtár, stb.)

A város lakosságának számát a játékos által elhelyezett házak alakítják. Az üres házakba rövid idő alatt beköltöznek az újonnan érkező nincstelen bevándorlók. A házak a feltételektől függően fejlődni tudnak: fejlettségi szintjük több mindent befolyásol, többek között a ház férőhelyét, a lakók által fizetett adót, valamint a lakók szükségleteit is. A házak akkor fejlődnek a következő szintre, ha vannak bennük lakók, és az adott szintnek megfelelő szükségleteik ki vannak elégítve. Ilyen szükségletek a víz, az étel, a szolgáltatások, a környezet (kertek, szobrok, szórakoztató intézmények közelsége, ipari létesítmények távolsága).
A dolgozók csak bizonyos távolságokba hajlandók elmenni az utakon, ezért a termelő, munkaerőt igénylő épületeknek célszerű a lakónegyedek házainak bizonyos közelségében lenni, különben senki nem fog dolgozni bennük (egyes kellemetlenebb termelőágak, pl. a katonai építmények, az ipari nyersanyagtermelés vagy az állatfarmok, ugyanakkor „elüldözik” a lakókat, tehát az utóbbiakat túl közel sem érdemes építeni). Amikor a házak elérik a luxus szintet, a lakói már nem dolgoznak, de több adót fizetnek - eközben figyelni kell a dolgozó réteg megfelelő számának egyensúlyban tartására.

### Szolgáltatások
A lakóházak a különböző fejlettségi szinteken különböző szolgáltatásokat igényelnek a továbbfejlődéshez. A felépített szolgáltató épületekben az épülettípusra jellemző munkaerőszám erejéig automatikusan kiképzett munkások az utcán sétálva fognak dolgozni (sétálók, walkers), akik az épületet elhagyva sétálnak az utakon, nagyjából véletlenszerűen választva utat a kereszteződésekben (az egyes házak szükségletei ugyanakkor vonzó hatást gyakorolnak rájuk). A sétáló munkás az útjába kerülő házakat "kiszolgálja", végül visszatér az épületbe, majd adott idő elteltével újra elindul. Ha bizonyos időn belül sem ő, sem egy másik munkás nem jut el újra ugyanahhoz a házhoz, akkor az adott ház már nem lesz kiszolgálva, és  vissza fog fejlődni egy alacsonyabb szintre. A játéksorozatban a szolgáltatások különböző típusúak, de működési elvük azonos.
Mivel a szolgáltató épületekből sétáló munkások is csak bizonyos távolságokig hajlandóak elmenni („kifogy” az általuk szállított termék), és csak az utakon közlekednek, ezért a házak, utak és más épületek elrendezése, valamint a szolgáltató intézmények sűrűsége a játék egyik kulcsfontosságú eleme. Pl. egy néhány mezőből álló út áthelyezése is nagyon jelentős hatást gyakorolhat a városra és a játékmenetre.

### Termelők
A lakóházak a különböző fejlettségi szinteken a szolgáltatásokhoz hasonlóan különböző árukat igényelnek a továbbfejlődéshez. Ezek a termelő épületek végezhetnek ipari termelést vagy kereskedést. Vannak alapanyag kitermelő építmények (pl. agyaglelőhely) és vannak az előállító építmények (pl. edénykészítő). Ha nem áll rendelkezésre az adott területen valamely alapanyag lelőhely, akkor azt - vagy akár magát az árut (bár az drágább) - importból kell biztosítani. Az egyes árukat vagy csak a többletet lehet exportra is termelni, ez pénzbevételt jelent, de cserekereskedelemre is lehetőség van.
Szállítók viszik el az alapanyagokat a termelő épületekbe, az árukat pedig a piacokra vagy a lakóházakba. Az alapanyagokat raktárakban kell tárolni. Ha a termelő épület nem kap bizonyos időn belül alapanyagot, a termelés leáll, illetve ha a lakóházba nem jut el bizonyos időn belül az áru, az visszafejlődik alacsonyabb szintre. A sétáló szolgáltató munkásokkal ellentétben a szállítómunkások egy részének nem szükséges megépített út, hogy céljukhoz érjenek, sőt az útlezárásokon is áthaladnak.

### Mezőgazdaság
Az élelmiszer az ipari termeléshez hasonlóan működik, néhány különbséggel.
Az étel különböző módon, különböző forrásokból állítható elő. Egyes típusait farmokon lehet termelni, másokat vadászattal, halászattal lehet megszerezni, illetve importból is be lehet szerezni. Az élelmiszereket nem a raktárakban, hanem magtárakban tárolják.
A különböző fejlettségi szinten álló házak különböző számú és típusú élelmiszert igényelnek a továbbfejlődéshez. A ételek sokszínűsége a város egészségi állapotát is javítja.

### Ipar és kereskedelem
Minden ipar központi irányítás alatt áll, a dolgozók fizetése a város kincstárából érkezik. Az ipari területnek viszonylagos közelségben kell lennie a lakónegyedekhez, hogy megfelelő számú munkaerővel legyen ellátva.
Bizonyos áruk beszerzésére, az adott küldetéstől függően, általában  kereskedelmi útvonalak is nyithatók, melyek különböző áruk exportját és importját teszik lehetővé. Az egyes kereskedelmi partnerek eltérő típusú és mennyiségű árut vesznek meg vagy adnak el. A kereskedelmi útvonalak lehetnek szárazföldiek, illetve lehetnek vízi útvonalak, ez utóbbi esetben kikötők építése is szükséges. A járművek mozgatásával nem kell a játékosnak foglalkoznia, az automatikusan végbemegy. Az árak nem szimmetrikusak: adott áruért többet kell fizetni vételkor, mint amennyi az eladásából kapható.
A legtöbb küldetésben a kereskedelem a fő pénzforrás (legalábbis eleinte), amely nélkül nagyon nehéz teljesíteni a célt.

### Vallás

Zeusz temploma a Zeus: Master of Olympus játékban

A vallás gyakorlásához különböző épületek, azokhoz pedig munkások szükségesek. A játékosnak elégedetté kell tennie az isteneket, a vallási épületekkel elégedetté kell tennie a lakosságot. Egyes játékokban az elégedetlen istenek tűzvészt, sikertelen kereskedelmet, járványt vagy más bajt okoznak.
A Zeus: Master of Olympus játékban templomokat kell építeni az istenek tiszteletére. Az az isten, akinek tiszteletére épült, jótéteményekkel hálálja meg a városnak mindaddig, amíg a vallási épületek megfelelő számú alkalmazottal el vannak látva, illetve amíg az igényelt étel- vagy állat-áldozatot megkapja. Minden városban maximum négy templom lehet, a játékos választhatja ki őket a görög pantheonból. A játékos imádkozhat istenének segítségért vagy várhatja, hogy az isten közvetlenül juttasson valami hasznot számára. Az idegen istenek megtámadhatják a várost vagy katasztrófákkal sújthatják.
A Caesar III-ban a játékosnak a lakosság számának növekedésével együtt kell építenie a templomokat. Egy-egy istennek megfelelő számú templomot kell építeni, hogy elégedett legyen, a lakosság növekedésével újabb templomokat kell állítani.
Az Emperor: The Rise of the Middle Kingdom-ban a játékosnak ajándékokat kell adnia a "hősöknek", akik ha elégedettek, meglátogatják a várost. Ez olyan haszonnal járhat, mint például az építési költségek csökkentése. A hősöknek négy csoportja van, az ősi hősök, a taoista hősök, a konfucius hősök és a buddhista hősök. Ha az ősi hősök elégedetlenek, földrengéseket, árvizeket okozhatnak.
A Pharaoh-ban az egyes városoknak van egy patronáló istene és néhány más isten, akiket elégedetté kell tenni. Ezt részben szentélyek és templomok építésével lehet elérni, részben pedig  fesztiválokat kell tartani a városban számon tartott istenek tiszteletére. A legtöbb pályán van egy kijelölt városvédő isten is, akinek bizonyos időn belül egy igen drága és munkaerőigényes templomkomplexumot kell építeni, különben nagyon megnehezül jóindulatának megtartása. Az elégedett istenek csodákkal (pl. esetenkénti nagyon bő termés), extra árukkal vagy gyorsabb termeléssel hálálják meg a tiszteletet. Az elégedetlen istenek olyan károkat okozhatnak, mint a pestis vagy épületek összedőlése.

### Katonaság
A város építése és a lakosság növekedése mellett egyes pályákon gyengébb vagy erősebb katonai aktivitás lehetséges. Játékonként változó típusú katonai egységeket lehet létrehozni (gyalogosok, páncélosok, lovasok, kocsisok, csatahajók), melyeket egyrészt védekezésre kell használni, illetve más városok megsegítésére is lehet vagy kell küldeni azokat.
A katonaság létrejöttéhez szükséges erőd építése, a fegyvergyártáshoz rezet kell bányászni és fegyverműhelyet építeni (vagy importálni a rezet, fegyvert), harci kocsis csapat esetén kocsiépítő műhely is szüksége. Bizonyos játékokban, bizonyos pályákon városfalakat, kapukat, bástyákat is lehet építeni a város köré.
A katonaság száma eleve korlátozott, azonkívül rendkívül drága is, valamint a játékmotor által korlátozott adott pályán az ellenségek száma is (általában maximum 2). Ezért a rokon műfaj játékaiból, az RTS-ekből ismert nagy csatákra a városépítőjáték-sorozatban nem lehet számítani, valamint a harci animációk is sokkal kevésbé kidolgozottak, látványosak.

## Fordítás
- Ez a szócikk részben vagy egészben  a   City Building Series című angol Wikipédia-szócikk ezen változatának fordításán alapul.  Az eredeti cikk szerkesztőit annak laptörténete sorolja fel. Ez a jelzés csupán a megfogalmazás eredetét és a szerzői jogokat jelzi, nem szolgál a cikkben szereplő információk forrásmegjelöléseként.